# مشاع 7 بشت كوه دو ساري (غرمسار كرمان)
مشاع 7 بشت کوه دو ساري (بالإنجليزية: Masha-ye 7 Posht Kuh Do Sari)‏ هي منطقة سكنية تقع في إيران في قسم غرمسار الریفي. يقدر عدد سكانها بـ 14 نسمة .